# Naherwartung
Im Christentum wird als Naherwartung die Annahme bezeichnet, dass das angekündigte Wiederkommen Jesu Christi in unmittelbarer Zukunft zu erwarten sei. Für diese Naherwartung gibt es Anhaltspunkte im Neuen Testament.
Oft ist mit „Naherwartung“ gemeint, dass die ersten Anhänger Jesu damit rechneten, dass er kurze Zeit (also einige Monate oder Jahre) nach seinem Tod, also noch zu ihren Lebzeiten, wiederkommen werde. Aber eine Naherwartung kommt auch zu späteren Zeitpunkten vor (etwa um 90 n. Chr., siehe Offenbarung des Johannes, oder apokalyptische Gemeinschaften im 19. und 20. Jh.). Die relative Naherwartung, dass Jesu Wiederkehr unmittelbar bevorsteht, ist bis heute der Glaube vieler christlicher Gemeinden, insofern sie jederzeit mit Jesu Wiederkunft rechnen.

## Naherwartung in den Evangelien
In den synoptischen Evangelien sind drei verschiedene Aussagen-Reihen in Bezug auf das Kommen des Reiches Gottes zu finden: Erstens Hinweise auf eine rasche Wiederkehr Jesu, zweitens Hinweise auf ein Verzögern dieser Wiederkehr und drittens die Betonung einer Ungewissheit des Zeitpunktes dafür.

### Wiederkunft noch zu Lebzeiten der Jünger
Nach Matthäus 10,23 sagte Jesus: „Ihr werdet mit den Städten Israels nicht zu Ende sein, bis der Sohn des Menschen gekommen sein wird.“
In seiner Zukunftsrede sagte Jesus: „Diese Generation wird nicht vergehen, bis dieses alles geschehen sein wird. ... Von jenem Tag aber ... weiß niemand ...“ (Markus 13,30–32).

### Parusieverzögerung
Ebenfalls das Matthäus-Evangelium enthält auch die Ankündigung der Weltmission (allerdings nach Jesu Tod verkündet) (Matthäus 24,14) sowie den Befehl dazu (28,19) – bei der Erfüllung dieser Aufgabe war wohl an einen längeren Zeitraum gedacht. Auch mehrere Gleichnisse weisen auf die Möglichkeit hin, dass sich das Kommen Jesu noch verzögert; wegen dieser Verzögerung kann ein schlechter Knecht auf den Gedanken kommen: „Mein Herr kommt noch lange nicht!“ (Matthäus 24,48). Die Brautjungfern müssen erleben, dass „der Bräutigam lange nicht kam“, so dass sie müde werden und einschlafen (25,5). Auch das Gleichnis vom Unkraut im Acker, das man, gemeinsam mit dem Weizen, wachsen lassen und nicht vorzeitig ausreißen soll, lässt an einen längeren Zeitraum denken (13,24–30), schließlich auch die diversen Hinweise in Jesu Zukunftsrede, was alles noch vor dem Ende geschehen sollte (z. B. 24,6–8).
Als die Evangelien veröffentlicht wurden, waren bereits einige Jahrzehnte seit dem Wirken Jesu vergangen. Dass der Zwischenraum zwischen Jesu erstem und zweitem Kommen in der Größenordnung von zumindest Jahrzehnten liegt, war den damaligen Schreibern und Lesern klar. Neutestamentler diskutieren darüber, inwieweit die sogenannten „Termin-Worte“ (Aussprüche, die ein baldiges Kommen der vollen Herrschaft Gottes ankündigen) auf Jesus selbst zurückgehen. Dabei kam es zu Versuchen der Einordnung dieser „Termin-Worte“ in aufeinanderfolgende Phasen der urchristlichen Geschichte (Naherwartung, Nachlassen der Hoffnung – deshalb Bestärkungsversuche, Parusieverzögerung). Konservative  Neutestamentler dagegen führen diese Aussprüche auf den historischen Jesus zurück und versuchen diese zu einem stimmigen Gesamtbild zu vereinen. Hier zeigt sich, dass bei der Deutung dieser Aussprüche Jesu das jeweilige Vorverständnis des Historikers mitwirkt.

## Naherwartung bei Paulus
Der Entstehungszeitpunkt der betreffenden Quellen ist auch zu beachten, wenn es um die Erwartungen des Paulus geht. Dessen früheste Briefe sind um 50 n. Chr. entstanden, also 20 Jahre seit dem öffentlichen Wirken Jesu. Diese Briefe sprechen daher nicht von einem Wiederkommen Jesu wenige Jahre nach seinem Weggang.
Paulus kündigte an, „dass wir, die Lebenden, die übrigbleiben bis zur Ankunft des Herrn, den Entschlafenen keineswegs zuvorkommen werden“ (1 Thess 4,15 ). Das wird oft so gedeutet, dass Paulus meinte, das Wiederkommen Jesu noch zu erleben. Eine andere Interpretation versteht die Formulierung „wir, die Lebenden, die übrigbleiben ...“ nicht in dem ganz wörtlichen Sinn, dass Paulus selbst sowie alle jetzt lebenden Christen in Thessalonich, mit denen er sich im „wir“ zusammenschließt, in jenem Augenblick zu den Lebenden gehören werden, sondern sieht die Zielrichtung der Aussage nicht im Festlegen des Kreises der Personen, die dann am Leben sein werden, sondern in der prinzipiellen Klärung, was mit den beiden Gruppen – der dann Lebenden und der dann bereits Gestorbenen – geschehen werde.
Als sich Paulus etwa 56 n. Chr. von den Ephesern verabschiedete, sprach er von ihm bevorstehenden Leiden, von der Vollendung seines Laufs (d. h. seinem Tod), und er kündete ihnen an, dass sie ihn nicht mehr sehen werden (Apg 20,23–25 ). Das klingt so, dass er mit seinem Sterben rechnete und nicht mit seinem Leben bis zur Wiederkunft Jesu.
Mitte der 50er Jahre schrieb Paulus: „Gott hat den Herrn auferweckt und wird auch uns auferwecken durch seine Macht“ (1 Kor 6,14 ). Wenn das „uns“ hier wörtlich zu nehmen ist, dann rechnete Paulus mit seinem Sterben. Denn die Auferweckung betrifft bereits Gestorbene; die zum Zeitpunkt von Jesu Kommen noch Lebenden werden ja verwandelt.

## Andere Texte des Neuen Testaments dazu
Ein wichtiges Buch für die frühe christliche Zukunftserwartung ist die Offenbarung des Johannes. Sie soll zeigen, „was bald geschehen muss“ (Offenbarung 1,1), denn „die Zeit ist nahe“ (Offenbarung 1,3; 22,10). Für bald finden wir den griechischen Ausdruck en táchei, wiederzugeben durch schnell, eilends oder mit großer Geschwindigkeit. Dieses Wort steckt auch in Jesu Ankündigung „Ich komme bald“ (Offenbarung 3,11; 22,7.12.20), griechisch tachy. Das sagt nicht unbedingt, dass der Zeitraum bis zum Kommen Jesu kurz ist, sondern vor allem, dass sein Kommen blitzartig und überraschend sein wird.
Die Ankündigung, dass das Eingreifen Gottes „mit großer Geschwindigkeit“ erfolgen werde, war bereits den Lesern des Alten Testaments vertraut. Dort war etwa zu lesen: „Seht, ich sende meinen Boten; er soll den Weg für mich bahnen. Dann kommt plötzlich zu seinem Tempel der Herr, den ihr sucht“ (Maleachi 3,1). Diesen hier angekündigten Boten identifizierte Jesus mit Johannes dem Täufer (Mt 11,10), also sich selbst mit dem plötzlich kommenden Herrn. Tatsächlich verging zwischen Maleachi und Jesus dann noch etwa ein halbes Jahrtausend.
Manche Texte des Neuen Testaments lassen die Auseinandersetzung mit der „Parusie-Verzögerung“ erkennen. So wird etwa auf den positiven Gesichtspunkt dieser „Verzögerung“ hingewiesen: Dadurch können noch viele Menschen zu Gott umkehren (2. Petrus 3). Was den Zeitpunkt betrifft, so wird der Vergleich Jesu wiederholt: Er kommt „wie ein Dieb“, also überraschend und unerwartet.

## Erklärungen des Sinns einer Naherwartung
Seit dem öffentlichen Wirken Jesu sind zwei Jahrtausende vergangen. Dadurch erscheint eine Naherwartung als problematisch. Für ihren Sinn wurden in neuerer Zeit verschiedene Gründe  geltend gemacht.
Jesu Kommen überschattet aus christlicher Sicht alles andere. Die Jahrzehnte seit Christi Himmelfahrt werden als Vorgeschichte zu diesem großen Ereignis betrachtet, etwa von Johann Albrecht Bengel: „es ist der Majestät Christi gemäß, dass er die ganze Zeit über zwischen seiner Himmelfahrt und Zukunft ununterbrochen erwartet werde“. Der biblischen Enderwartung wird eine lebens- und gesellschaftsverändernde Kraft zugeschrieben.
Durch ihre Erwartung des Wiederkommens Jesu bringen viele Christen ihre politische Hoffnung zum Ausdruck: Die erhoffte neue Welt könne nicht von Menschen gemacht werden, sondern nur von Gott selbst. Im Jahr 1943 sprach Arnold Köster das folgendermaßen aus: „Es gibt nur eine Lösung der Weltkrisis, und das ist der wiederkommende Herr!“
Eine starke Ausrichtung auf das Wiederkommen Jesu wird insofern leicht zu einer Naherwartung, als jedenfalls die Möglichkeit einer noch Jahrhunderte oder gar Jahrtausende währenden Wartezeit kaum in Betracht gezogen wird.

## Einzelbelege
1. ↑   Anthony A. Hoekema: The Bible and the Future. Grand Rapids (Michigan) 1979, S. 112; beschrieben von Schwarz: Jenseits von Utopie, S. 99.
2. ↑   Auf solche Indizien verweisen z. B. Ulrich Betz: Artikel Wiederkunft Christi. In: Evangelisches Lexikon für Theologie und Gemeinde, Bd. 3, Wuppertal/Zürich 1994, S. 2168 f., oder Gerhard Maier: Artikel Eschatologie. In: Das große Bibellexikon (Taschenbuchausgabe 1996), Bd. 2, S. 523 f.
3. ↑   Etwa von Lorenz Oberlinner: Die Stellung der „Terminworte“ in der eschatologischen Verkündigung des Neuen Testaments (PDF-Datei; 1,70 MB). In: Peter Fiedler (Hrsg.): Gegenwart und kommendes Reich: Schülergabe Anton Vögtle zum 65.
Geburtstag. Verlag Kath. Bibelwerk, Stuttgart 1975, S. 51–66.
4. ↑  Das erläutert Joseph Ratzinger: Eschatologie – Tod und ewiges Leben (Kleine Katholische Dogmatik; IX). Friedrich Pustet, Regensburg 1977, S. 31; „Zur Frage der Naherwartung“ S. 42–49.
5. ↑   Kurt Erlemann: Endzeiterwartung im frühen Christentum. Tübingen/Basel 1996, S. 26, 47–52, 88, 145.
6. ↑   Franz Graf-Stuhlhofer: Die Faszination des Themas „Endzeit“ für Bibelleser im 20. Jahrhundert. In: Freikirchenforschung 11 (2001) S. 156–177, dort 167.
7. ↑   Die Offenbarung des Johannes, erklärt von Adolf Pohl (Wuppertaler Studienbibel). Wuppertal/Zürich 1989, S. 68 (zu Off 1, 1–3).
8. ↑   Dazu Klaus Berger: Kommentar zum Neuen Testament. Gütersloher Verlagshaus, Gütersloh 2011, S. 941: Die Frage „Wo bleibt die Wiederkunft des Messias“ findet sich auch in jüdischen Apokalypsen des letzten Drittels des 1. Jahrhunderts.
9. ↑   Bengel: Gnomon Novi Testamenti, 1742, zu Apg 1,11.
10. ↑   Schwarz: Jenseits von Utopie, S. 79.
11. ↑   Franz Graf-Stuhlhofer: Predigten während Stalingrad. Eine Dokumentation zum Wiener Baptistenpastor Arnold Köster im Januar und Februar 1943. In: Zeitschrift für Geschichtswissenschaft 48 (2000) S. 1078–1097, dort 1091.
12. ↑   So in Bezug auf die urchristliche Gemeinde Emil Brunner: Die christliche Lehre von der Kirche, vom Glauben und von der Vollendung (Dogmatik; 3). Zwingli-Verlag, Zürich 1960, S. 448.